# オルガンの書
『オルガンの書』（オルガンのしょ、フランス語: Livre d'orgue — sept pièces pour orgue）は、オリヴィエ・メシアンが1951年から1952年にかけて作曲した7曲からなるオルガン曲集。「オルガンのための7曲」という副題を持つ。演奏時間は約45分。
日本語題名は『オルガン曲集』とも。「書」とは、伝統的にゆるやかに結びあわされた曲集を意味する。

## 作曲の経緯
実験的なピアノ曲である『カンテヨジャヤー』および『4つのリズム・エチュード』を作曲したメシアンは、次に『聖霊降臨祭のミサ』と本曲の2曲のオルガン作品を作曲した。『オルガンの書』全7曲のうち6曲は1951年夏に書かれたとされる。
ところが1952年になると、メシアンはリズムの実験から離れてジャック・ドラマン (Jacques Delamain) のもとで鳥類学を学んで鳥の歌の採譜を熱心に行い、これがその後の作風に決定的な変化をもたらした。『オルガンの書』の中央に置かれた第4曲「鳥の歌」はこの経験の後に作曲されたものである。
1953年4月23日、シュトゥットガルトのヴィラ・ベルク (de:Villa Berg) に設置された南西ドイツ放送のオルガンのこけら落としの曲としてメシアン本人によって初演された。1955年3月21日にパリのトリニテ教会で行ったドメーヌ・ミュジカルの演奏会で、やはりメシアン本人によってフランス初演されたが、予想を大幅に越える聴衆が詰めかけて当日は大混雑となった。

## 構成
1. 置換による反復 (Reprises par interversion) - 1951年にパリで作曲。休符で区切られた4つの部分から構成される。第1部分ではインドの3種類のリズム（サンギータ・ラトナーカラの120種のリズムのうち75番 Pratâpaçekhara, 77番 Gajajhampa, 103番 Sârasa）が順序を6種類に置換しながらくり返されるが、くり返されるたびにPratâpaçekharaは32分音符1つずつ音価を増し、Gajajhampaは音価を減じる。第2部分では第1部分の前半と逆行させた後半が同時に演奏される（扇を外から内に閉じる）。第3部分は第2部分の逆行で、第1部分の逆行させた前半と（逆行しない）後半が重ねられる（扇を開く）。第4部分は第1部分の逆行になっている[7]。
2. トリオの曲―三位一体の主日のために (Pièce en trio — Pour le dimanche de la Sainte-Trinité) - 1951年にパリで作曲。楽譜にコリントの信徒への手紙一13章12節「わたしたちは、今は、鏡におぼろに映ったものを見ている」を引用する。短い曲で、各小節を異なるインドのリズムに割りあてている。非合理時価を持つ[8]。
3. 深淵の手―四旬節のために (Les Mains de l'abîme — Pour les Temps de Pénitence) - 1951年にドーフィネの山々とロマンシュ渓谷で作曲。ハバクク書3章10節「淵は叫び、その手を高く上げる」を引用する。第1の部分では第1曲と同様に3種類のインドのリズム(Manthikâ 1, Manthikâ 2, Mallatâla)が置換しながら増減する[8]。中間部では深淵が表される。カデンツァ風の短い楽句についで第1の部分が帰ってくる。
4. 鳥たちの歌―復活祭のために (Chants d'oiseaux — Pour le Temps pascal) - 楽譜には1951年にフュリニーのペラン草原、サン＝ジェルマン＝アン＝レー、シャラント県ブランドレ・ド・ガルテペで作曲とあるが、実際には1952年に書かれた[4]。インドのリズムのうちもっとも複雑なMiçra varnaのリズムとそれを第1曲と同様に逆行、扇型進行にしたものと、単旋律の鳥の歌によるカデンツァ的な部分が4回交替する。鳥の歌はクロウタドリ、ウタツグミ、ヨーロッパコマドリ、サヨナキドリを使用している。
5. トリオの曲―三位一体の主日のために (Pièce en trio — Pour le dimanche de la Sainte-Trinité) - 1951年にラトー (Le Râteau) 、メージュ (Meije) 、タビュシェ氷河の前で作曲。ローマの信徒への手紙11章36節「すべてのものは、神から出て、神によって保たれ、神に向かっているのです」を引用する。左手は第1曲と同様に3つのインドのリズム（laya, bhagna, niççanka）が6種類の置換を行いながらくり返し、第1のものは32分音符7つずつ音価を増し、第3のものは32分音符1つずつ音価を減じる。次に出現する右手では別の3つのインドのリズム（rangapradipaka, caccarî, sama）が、第1のものは音価を減→増→減、第2のものは増→減→増のように変化させる。ペダルには主旋律が出現する[9]。
6. 車輪の中の目―聖霊降臨の主日のために (Les Yeux dans les roues — Pour le dimanche de la Pentecôte) - 1951年にパリで作曲。エゼキエル書1章18,20節「車輪の外枠には、4つとも周囲一面に目がつけられていた／生き物の霊が、車輪の中にあったからである」を引用する。短い曲で、両手は16分音符の連続からなる激しい音楽をfffで奏する。ペダルは12の音高（下降半音階）と12の音価（16分音符ひとつずつ増加）が結びつけられた12音からなる旋律と、それに扇型および逆行の置換を行った5種類の旋律を演奏する[10]。
7. 64種の持続 (Soixante-quatre durées) - 1951年にプティシェで作曲。32分音符を単位として1から64までの音価の半音階を作り、それを4つずつ16の部分に分けて、上からの順行と下からの逆行をくり返す。すなわち61-62-63-64, 4-3-2-1, 57-58-59-60, 8-7-6-5, ……, 33-34-35-36, 32-31-30-29 のように並べられる。ペダルは以上のリズムを逆行させる。その上に鳥の歌が加えられる[11]。

## 評価
この曲では非合理時価を用いているが、後のメシアンは自分の好みではないとして非合理時価を放棄している。また「64種の持続」では、差が極端に小さいような極度に長い持続を聴き手に把握させようと試みたが、成功したかどうかはわからないとする。